# Neneh Cherry
Neneh Cherry (ur. 10 marca 1964 w Sztokholmie) – szwedzka wokalistka, raperka, DJ.

## Życiorys
Pasierbica słynnego trębacza Dona Cherry'ego. Na początku lat 80. liderka kilku grup, w tym Rip, Rig & Panic. Debiutowała solowo w 1989 płytą Raw Like Sushi, z której pochodzą przeboje Buffalo Stance i Manchild. Trzy lata później wydała drugą płytę Homebrew, która nie cieszyła się dużą popularnością.
W 1994 przypomniała o sobie przebojem "7 Seconds" (singiel sprzedany w 3 milionach egzemplarzy, przez 17 tygodni na 1. miejscu we Francji), w duecie z afrykańskim wokalistą Youssou N’Dourem. Rok później odniosła kolejny sukces – 1. miejsce w Wielkiej Brytanii zajęła piosenka zaśpiewana w trio przez Cher, Chrissie Hynde i Neneh Cherry Love Can Build A Bridge. W 1996 wydała kolejny album, Man. Na płycie znalazł się hit Woman.
Pod koniec 2004 wstąpiła do projektu cirKus, który dwa lata później wydał we Francji i Niemczech debiutancki album Laylow. W 2007 wraz ze swą wieloletnią przyjaciółką Andreą Oliver poprowadziła 6-odcinkowy program kulinarny Neneh and Andi Dish It Up dla brytyjskiej stacji BBC2.

## Dyskografia
Albumy
| Raw Like Sushi                    | - Data: 2 maja 1989 - Wydawca: Virgin Records                | 3  | 11 | 6  | 30 | 9  | 7  | 2  |
| Homebrew                          | - Data: 27 października 1992 - Wydawca: Virgin Records       | 29 | 48 | 16 | 49 | 43 | —  | 27 |
| Man                               | - Data: 2 września 1996 - Wydawca: Virgin Records            | 22 | 22 | 5  | 10 | 23 | 5  | 16 |
| The Cherry Thing (oraz The Thing) | - Data: 13 czerwca 2012 - Wydawca: Smalltown Supersound      | 50 | —  | —  | —  | —  | —  | —  |
| Blank Project                     | - Data: 25 lutego 2014 - Wydawca: Smalltown Supersound       | 40 | 71 | 28 | —  | —  | 38 | 41 |
| Broken Politics                   | - Data: 19 października 2018 - Wydawca: Smalltown Supersound |    |    |    |    |    |    |    |
| "—" album nie był notowany.       |                                                              |    |    |    |    |    |    |    |

Single
| "Buffalo Stance"             | 1988 | 1 | 1  | 2  | 21 | 14 | 7  | 3  | Raw Like Sushi |
| "Manchild"                   | 1989 | — | 3  | 4  | —  | 4  | 6  | 5  | Raw Like Sushi |
| "Kisses on the Wind"         | 1989 | — | 14 | 9  | —  | 8  | —  | 20 | Raw Like Sushi |
| "Heart"                      | 1989 | — | —  | —  | —  | —  | —  | —  | Raw Like Sushi |
| "Inna City Mama"             | 1989 | — | 6  | 17 | —  | 15 | —  | 31 | Raw Like Sushi |
| "Money Love"                 | 1992 | — | 27 | —  | —  | —  | —  | 23 | Homebrew       |
| "Move with Me"               | 1992 | — | —  | —  | —  | —  | —  | —  | Homebrew       |
| "Buddy X"                    | 1993 | — | 23 | —  | —  | —  | —  | 35 | Homebrew       |
| "Trouble Man"                | 1995 | — | —  | —  | —  | —  | —  | —  | Man            |
| "Woman"                      | 1996 | — | 22 | 12 | 17 | 35 | 21 | 9  | Man            |
| "Kootchi"                    | 1996 | — | —  | —  | —  | —  | —  | 38 | Man            |
| "Feel It"                    | 1997 | — | —  | —  | —  | —  | —  | 68 | Man            |
| "—" singel nie był notowany. |      |   |    |    |    |    |    |    |                |

## Nagrody i wyróżnienia
| Rok  | Kategoria  | Tytułem          | Nagroda | Nota | Źródło |
| ---- | ---------- | ---------------- | ------- | ---- | ------ |
| 2013 | Årets jazz | The Cherry Thing | Grammis | Laur | [ 19 ] |